# Calle Wede
Carl Erik Magnus "Calle" Wede, född 20 april 1990 i Västanfors församling, Fagersta kommun, är en svensk fotbollsspelare. Han har även en tvillingbror som är fotbollsspelare, Anton Wede.

## Klubbkarriär
Wedes moderklubb är Västanfors IF. Därefter blev det spel i Fagersta Södra IK, som han tillsammans med tvillingbrorsan Anton lämnade som 16-åring 2006 för IF Elfsborg. Wede lyftes upp i A-truppen 2011, dock utan att spela något under säsongen på grund av en bukoperation. Han debuterade för klubben i Allsvenskan 2012 i en match mot Helsingborgs IF, där han spelade som vänsterback från start. Matchen slutade med en 2–1-förlust för Elfsborg och Wede blev utbytt i den 83:e minuten mot Viktor Claesson. Totalt spelade han två matcher för Elfsborg under säsongen.
I augusti 2012 lånades han ut för resten av säsongen till Falkenbergs FF. Wede fick sitta på bänken utan att bytas in i fem matcher samt gjorde ett inhopp under sin låneperiod. Inhoppet han gjorde, vilket även var hans debut i Falkenberg var mot Jönköpings Södra IF i den sista omgången av Superettan 2012. Matchen slutade med en 2–1-förlust för Falkenberg och Wede blev inbytt i den 84:e minuten mot Adam Eriksson. I december blev tvillingarna Wede klara för en permanent övergång till Falkenberg, där de skrev på varsitt tvåårskontrakt. Han gjorde sitt första mål för klubben i Superettan den 4 augusti 2013 i en 2–0-vinst över Örgryte IS. I januari 2015 förlängde Wede sitt kontrakt med ett år.
I november 2015 värvades Wede av Helsingborgs IF, där han återförenades med tvillingbrodern Anton. Kontraktet skrevs på två år, med option på ytterligare ett år.
Under sommaren 2017 lämnade dock Wede Helsingborgs IF för spel i Göteborg och GAIS. Även i GAIS återförenades han med brodern Anton, som nyligen hade gjort samma resa från Helsingborgs IF. Wede skrev på ett kontrakt över säsongen 2018. I december 2018 värvades Wede av Örgryte IS, där han skrev på ett tvåårskontrakt. I augusti 2020 råkade Wede ut för en korsbandsskada, vilket gjorde att han missade resten av säsongen. I december 2020 förlängde Wede sitt kontrakt fram till sommaren 2021. I juli 2021 lämnade han klubben i samband med att hans kontrakt gick ut.

## Landslagskarriär
Wede spelade under 2005 två landskamper för Sveriges U17-landslag. Landslagsdebuten kom den 13 september 2005 mot Norge, en match Sverige vann med 3–0 och där Wede blev inbytt i den 73:e minuten mot Johan Hultgren. Sverige mötte Norge igen två dagar senare och denna gång fick Wede spela från start i en match som slutade med en 5–2-vinst för Sverige.